# Henri Joseph Anastase Perrotin
Henri Joseph Anastase Perrotin, francoski astronom, * 19. december 1845, † 29. februar 1904. Včasih kot srednje ime navajajo tudi Athanase. V literaturi pa se navaja kot Henri Perrotin ali Joseph Perrotin.
Njemu v čast so poimenovali asteroid 1515 Perrotin in krater Perrotin na Marsu.

## Delo
Najprej je bil skupaj z Bigourdanom pomočnik Félixa Tisseranda na Observatoriju Toulouse. Od leta 1884 do smrti je bil predstojnik Observatorija v Nici. Opazoval je Mars in poskušal določiti vrtilno dobo Venere. Izračunaval je tudi motnje v tirnici asteroida 4 Vesta.